# Jeffrey Schmidt
Jeffrey Schmidt (ur. 23 marca 1994) – szwajcarski kierowca wyścigowy.

## Życiorys
Schmidt rozpoczął karierę w wyścigach samochodowych w 2011 roku w Formule ADAC Masters, gdzie ukończył sezon na 14 pozycji. Rok później w tej samej serii zwyciężył w wyścigu i pięciokrotnie stawał na podium. Z dorobkiem 193 punktów stanął na najniższym stopniu podium serii.
Na sezon 2013 podpisał kontrakt z ekipą Deutsche Post by Project 1 na starty w Niemieckim Pucharze Porsche Carrera. Wystartował także gościnnie w Porsche Supercup w zespole Team Allyouneed by Project 1. Rok później jeździł dla austriackiego teamu Lechner Racing Team, gdzie wystartował w pierwszych trzech cyklu, gdzie raz stanął na podium (2. miejsce), co pozwoliło go sklasyfikować na 14. miejscu. W 2015 roku ścigał się dla teamu z Faistenau, w którym po uczestnictwie w 10 wyścigach zdobył 67 punktów i zajął 10. pozycję.

## Wyniki

### Podsumowanie
| Sezon     | Seria                                      | Zespół                           | Wyścigi | Zwycięstwa | PP | NO | Podium | Punkty | Pozycja |
| --------- | ------------------------------------------ | -------------------------------- | ------- | ---------- | -- | -- | ------ | ------ | ------- |
| 2011      | Formuła ADAC Masters                       | HAITECH Racing                   | 23      | 0          | 0  | 0  | 0      | 62     | 14      |
| 2012      | Formuła ADAC Masters                       | Team Lotus                       | 23      | 1          | 2  | 1  | 5      | 193    | 3       |
| 2013      | Niemiecki Puchar Porsche Carrera           | Deutsche Post by Project 1       | 17      | 0          | 0  | 0  | 1      | 105    | 10      |
| 2013      | Porsche Supercup                           | Team Allyouneed by Project 1     | 2       | 0          | 0  | 0  | 0      | 0      | NS†     |
| 2013      | 24h Nürburgring – SP7                      | Haribo Racing Team               | 1       | 0          | 0  | 0  | 0      | N/A    | NS      |
| 2013/2014 | Porsche GT3 Cup Challenge Middle East      |                                  | 2       | 1          | 1  | 0  | 1      | 0      | NS†     |
| 2014      | Porsche Supercup                           | Lechner Racing Team              | 3       | 0          | 0  | 0  | 1      | 28     | 15      |
| 2014      | Niemiecki Puchar Porsche Carrera           | Walter Lechner Racing Academy ME | 18      | 0          | 0  | 0  | 1      | 12     | 92      |
| 2015      | Porsche Supercup                           | The Heart of Racing by Lechner   | 10      | 0          | 0  | 0  | 0      | 10     | 67      |
| 2015      | Niemiecki Puchar Porsche Carrera – Klasa A | Lechner Racing Middle East       | 17      | 2          | 2  | 0  | 4      | 159*   | 3*      |
| 2015      | VLN Endurance – CUP2                       | Lechner Racing Team              | 1       | 0          | 0  | 0  | 1      | 311.†  | 7†      |
| 2015      | NGK Racing Series – Class 6                | –                                | 1       | 0          | 0  | 0  | 0      | 0†     | NS†     |

† – Schmidt nie był zaliczany do klasyfikacji.